# Phyllomedusa vaillantii
Phyllomedusa vaillantii es una especie de anfibio de la familia Phyllomedusidae. Habita en Bolivia, Brasil, Colombia, Ecuador, Guayana Francesa, Guayana, Perú, Surinam y Venezuela. Sus hábitats naturales incluyen bosques tropicales o subtropicales secos y a baja altitud, pantanos tropicales o subtropicales, ríos y marismas de agua dulce.
La rana adulta macho mide 5 cm (2 plg) a 5,8 cm (2,3 plg) de largo y la hembra mide 6,9 cm (2,7 plg) a 8,1 cm (3,2 plg) de largo.  Los machos y las hembras exhiben dimorfismo sexual: Las ranas macho tienen hocicos puntiagudos y las hembras tienen hocicos redondos.  Esta rana es mayoritariamente verde con algo de marrón rojizo en los costados. Puede tener color rojo, lavanda o naranja en sus patas. Tiene manchas pálidas o anaranjadas. Su vientre es de color naranja claro.
Esta rana arbórea es nocturna. Pone huevos durante la parte más rancia del año. La rana construirá un nido doblando hojas y depositará sus huevos en este nido, cubiertos de gelatina para evitar la desecación. Cuando los renacuajos eclosionan, caen del nido al estanque u otro cuerpo de agua debajo.